# Salsa de pato
La salsa de pato es un condimento agridulce de color anaranjado y aspecto traslúcido usado en algunos restaurantes chino-estadounidenses. Puede usarse como salsa para mojar para platos fritos, como pato, pollo, pescado, rollos de primavera, arroz o fideos.
Puede hacerse con albaricoque, ciruela o melocotón añadiendo azúcar, vinagre, jengibre y guindilla. También se usa frecuentemente en la cocina china más tradicional bajo la forma de salsa de ciruela.